# Abell 24
Abell 24 ist ein planetarischer Nebel im Sternbild Kleiner Hund. Der Nebel ist etwa 2.300 Lichtjahre von der Erde entfernt.